# Helikopterska večnamenska eskadrilja Slovenske vojske
Helikopterska večnamenska eskadrilja Slovenske vojske je eskadrilja Slovenske vojske, ki združuje vojaške helikopterje; eskadrilja je v sestavi 15. brigadi vojnega letalstva Slovenske vojske in nastanjena v letalski bazi Brnik.

## Poveljstvo
Poveljniki
- polkovnik Srečko Habjanič (2002)

## Oprema
- 8 večnamenskih helikopterjev Bell 412HP